# W. Wallace McDowell
William Wallace McDowell (* 2. September 1906; † 2. März 1985 in Naples (Florida)) war ein US-amerikanischer Ingenieur und IBM-Manager.
McDowell studierte am Massachusetts Institute of Technology, wo er 1930 seinen Bachelor-Abschluss in Engineering Management. Im selben Jahr ging er zu IBM, wo er erst in der Verkaufsabteilung arbeitete, schon 1931 wechselte er aber als Entwickler in das Ingenieurslabor in Endicott, New York. 1936 wurde er Assistent des Vizepräsidenten von IBM und 1939 Assistant Manager of Engineering. 1942 wurde er Manager des Ingenieurlabors in Endicott und 1950 IBM Director of Engineering. 1954 wurde Vizepräsident von IBM. 1968 ging er als Resident Vice President (eine Position, die er seit 1960 hatte) bei IBM in Endicott in den Ruhestand.
McDowell war im Zweiten Weltkrieg für fast hundert Ingenieursprojekte bei IBM im Auftrag der US-Regierung verantwortlich und leitete nach dem Ende des Zweiten Weltkriegs die Umstellung der Ingenieursabteilung auf zivile Zwecke. Insbesondere leitete er den Übergang von elektromechanischen zu elektronischen Computern, der bei IBM mit der IBM 701 vollzogen wurde, die 1952 angekündigt wurde. Auch der nachfolgende Übergang zu Transistoren fiel in seine Verantwortung. Er war für die Ausweitung der IBM-Laboratorien in den 1950er Jahren verantwortlich (neben Endicott, Poughkeepsie in San Jose, Zürich).
Ihm zu Ehren ist der W. Wallace McDowell Award der IEEE benannt.